# Louise en hiver
Pour plus de détails, voir Fiche technique et Distribution.
Louise en hiver est un film d'animation réalisé par Jean-François Laguionie, sorti en 2016. Le film est animé à l'aide d'une technique mixte utilisant l'animation traditionnelle en 2D combinée à des images de synthèse au rendu 2D, pour donner l'effet d'une peinture animée.
Il a reçu le Grand Prix du Festival international du film d'animation d'Ottawa en 2016.

## Synopsis
À la fin de l'été, Louise voit le dernier train de la saison qui dessert la petite station balnéaire de Biligen, partir sans elle. La ville est désertée. Le temps rapidement se dégrade, les grandes marées d'équinoxe surviennent condamnant électricité et moyens de communication. Fragile et coquette, bien moins armée que Robinson, Louise ne devrait pas survivre à l'hiver. Mais elle n'a pas peur et considère son abandon comme un pari. Elle va apprivoiser les éléments naturels et la solitude. Ses souvenirs profitent de l'occasion pour s'inviter dans l'aventure.

## Fiche technique
- Réalisation, scénario et direction artistique : Jean-François Laguionie
- Musique : Pascal Le Pennec et Pierre Kellner
- Montage : Kara Blake
- Direction de l'animation : Johanna Bessière
- Production déléguée : Jean-Pierre Lemouland[2]
- Sociétés de production : JPL Films, Productions Unité centrale, Arte France Cinéma & Tchack
- Société de distribution : Gebeka Films ; Axia Films ; Films Distribution
- Langue originale : français
- Durée : 75 minutes
- Dates de sortie :
  - France : 16 juin 2016 (Festival international du film d'animation d'Annecy) ; 10 novembre 2016 (Arras Film Festival) ; 23 novembre 2016 (sortie nationale)
  - Pologne : 22 novembre 2016 (en ouverture du Festival international du film Etiuda & Anima à Cracovie[3].)

## Distribution des voix
- Dominique Frot : Louise
- Antony Hickling : Tom, le parachutiste
- Diane Dassigny : Louise jeune
- Jean-François Laguionie : Pépère

## Conception du film
Louise en hiver est le sixième long-métrage d'animation réalisé par Jean-François Laguionie.
Le film est coproduit par JPL Films, Productions Unité centrale, Arte France Cinéma et Tchack.
Parmi ses influences pour la réalisation de ce film, Jean-François Laguionie cite notamment la peinture du début du XXe siècle (en particulier Jean Francis Auburtin) ainsi que la pièce de Beckett, En attendant Godot.
Pour Louise en hiver, Jean-François Laguionie a dessiné tous les dessins sur du papier à grain afin de conférer au rendu un air artisanal.

## Exploitation
Louise en hiver a été projeté en avant-première au Festival international du film d'animation d'Annecy, en France, le 16 juin 2016 puis au gala d'ouverture du Festival international du film Etiuda & Anima le 22 novembre 2016 à Cracovie.
La distribution du film est assurée par Gebeka Films, Axia Films et Films Distribution.

## Box-office
- France : 79 651 entrées[9]